# Wolfgang Amadeus Phoenix
Wolfgang Amadeus Phoenix ist das vierte Studioalbum der Band Phoenix. Wie das Debütalbum United wurde es von Philippe Zdar abgemischt.

## Entstehung
Der auf dem Album enthaltene Titel 1901 wurde am 23. Februar 2009 als kostenloser Download auf der bandeigenen Internetseite bereitgestellt.
Die erste Single des Albums heißt Lisztomania. Als lisztomanisch bezeichnete der Schriftsteller Heinrich Heine die begeisterte Reaktion des Publikums auf Franz Liszts virtuoses Klavierspiel. Lisztomania ist auch der Titel einer Filmbiographie von Ken Russell über den Komponisten aus dem Jahr 1975 mit Roger Daltrey in der Hauptrolle. Als Songtitel soll Lisztomania zum Ausdruck bringen, dass der Typus des Rockstars schon immer existierte.
Das Musikvideo zu Lisztomania wurde mit Bezug auf den historischen Titel im Richard-Wagner-Festspielhaus, einem Theater aus dem 19. Jahrhundert in dem alljährlich die Bayreuther Festspiele stattfinden, gedreht. In einem anderen inoffiziellen Video, das durch die Internetplattform Youtube bekannt wurde, sind mit der Musik synchronisierte Tanzszenen aus den Filmen Der Frühstücksclub, Pretty in Pink, Footloose und Mannequin zu sehen. Von diesem beeindruckt, bezeichnete die Band es als ihr bestes Video.
Der Song 1901 wurde außerdem 2009 in der O₂-Werbung für den Palm Pre verwendet.

## Trackliste
1. Lisztomania – 4:09
2. 1901 – 3:18
3. Fences – 3:50
4. Love Like a Sunset Part I – 5:38
5. Love Like a Sunset Part II – 1:56
6. Lasso – 2:50
7. Rome – 4:49
8. Countdown – 4:00
9. Girlfriend – 3:24
10. Armistice – 3:06

## Charts
In der Woche vom 25. zum 31. Mai 2009 stieg das Album auf Platz 14 der französischen Album-Charts ein.